# جوني نوغينت
جوني نوغينت (بالإنجليزية: Johnny Nugent)‏ هو سياسي أمريكي، ولد في 18 يوليو 1939 في كليفس في الولايات المتحدة. حزبياً، نشط في الحزب الجمهوري. وقد انتخب عضو مجلس ولاية إنديانا.